# Torture Division
Torture Division war eine schwedische Death-Metal-Band aus Örebro, die 2007 gegründet wurde und sich 2014 auflöste.

## Geschichte
Die Band wurde Ende 2007 von dem Gitarristen Kentha Philipson aka „Lord K Philipson“, dem Schlagzeuger Tobias „Tobben“ Gustafsson und dem Sänger und Bassisten Jörgen Sandström gegründet. Ziel der Gruppe war nicht die Veröffentlichung eines Albums. Vielmehr erschien immer eine Trilogie von Demos, die dann wiederum als Kompilationen zusammengefasst wiederveröffentlicht wurden. Die Gruppe stellte ihre Songs kostenlos zur Verfügung und erhoffte sich stattdessen, Geld über den Verkauf von Merchandising einzunehmen. Die Demos wurden alle kostenlos als Download auf der Band-Website zur Verfügung gestellt. Von 2008 bis 2012 erschienen insgesamt acht Demos. Neben einer Single im Jahr 2008 unter dem Namen Suffer the Shitmas erschienen über Abyss Records zudem Kompilationen im Jahr 2009 unter dem Namen With Endless Wrath We Bring upon Thee Our Infernal Torture und, 2010 namens Evighetens dårar. Zudem war die Gruppe live aktiv und war unter anderem 2010 auf dem Inferno Metal Festival Norway und 2011 auf dem Eindhoven Metal Meeting vertreten. Bis 2013 wurden noch weitere Demos veröffentlicht, woraufhin die Kompilation The Army of Three bei Pink Canoe Records veröffentlicht wurde. Danach folgten weitere Demos, ehe es 2014 zur Auflösung kam. Die Demos wurden oftmals von Dan Swanö abgemischt.

## Stil
Laut Janne Stark in The Heaviest Encyclopedia of Swedish Hard Rock and Heavy Metal Ever! spielt die Band schnellen Death Metal, der Blastbeats einsetze, im Stil von Grave und Dismember. In seiner Rezension zu With Endless Wrath We Bring upon Thee Our Infernal Torture schrieb Matthias von metal.de, dass die Gruppe schnellen und aggressiven Death Metal spielt. Die Band spiele dabei diese Musikrichtung nicht im Stil von Grave, sondern ähnele eher The Project Hate MCMXCIX und Malevolent Creation. Angry Metal Guy ordnete die Band in seiner Rezension zu Evighetens dårar auf angrymetalguy.com ebenfalls dem Death Metal zu. Die Songs seien aggressiv, brutal, technisch etwas anspruchsvoll und old school und würden einen leichten Grindcore-Einfluss aufweisen.

## Diskografie
- 2008: With Endless Wrath (Demo, Eigenveröffentlichung)
- 2008: We Bring upon Thee (Demo, Eigenveröffentlichung)
- 2008: Our Infernal Torture (Demo, Eigenveröffentlichung)
- 2008: Suffer the Shitmass (Single, Eigenveröffentlichung)
- 2009: With Endless Wrath We Bring upon Thee Our Infernal Torture (Kompilation, Abyss Records)
- 2009: Evighetens dårar I (Demo, Eigenveröffentlichung)
- 2010: Evighetens dårar II (Demo, Eigenveröffentlichung)
- 2010: Evighetens dårar III (Demo, Eigenveröffentlichung)
- 2010: Evighetens dårar (Kompilation, Abyss Records)
- 2011: Through the Eyes of a Dead (Demo, Eigenveröffentlichung)
- 2012: Satan, sprit och våld (Demo, Eigenveröffentlichung)
- 2013: The Worship (Demo, Eigenveröffentlichung)
- 2013: Paddling the Pink Canoe in a River of Blood / Partners in Grind (Split mit Bent Sea, Eigenveröffentlichung)
- 2013: The Army of Three (Kompilation, Pink Canoe Records)
- 2013: The Sacrifice (Demo, Eigenveröffentlichung)
- 2014: The Reaping (Demo, Eigenveröffentlichung)